# Nie kupuj rosyjskiego!
„Nie kupuj rosyjskiego!” (ukr. Не купуй російське!) lub „Bojkotuj rosyjskie!” (ukr. Бойкотуй російське!) – kampania obywatelska bojkotu towarów rosyjskich na Ukrainie, która powstała jako reakcja na blokadę eksportową Ukrainy przez Federację Rosyjską.
Kampania rozpoczęła się 14 sierpnia 2013 roku apelami na portalach społecznościowych, które masowo rozpowszechniły się w Internecie. Następnie działacze przeprowadzili akcję, po której rozpoczęli dystrybucję ulotek, plakatów, naklejek itp. Kampania straciła charakter systemowy z rozpoczęciem Euromajdanu w listopadzie 2013 roku. Jednakże 2 marca 2014 roku, po rozpoczęciu kryzysu krymskiego i inwazji na Ukrainę wojsk rosyjskich, działacze poinformowali o wznowieniu kampanii bojkotu towarów rosyjskich. Założycielami organizatorem kampanii jest ruch obywatelski „Widsicz”.

## Przyczyny powstania

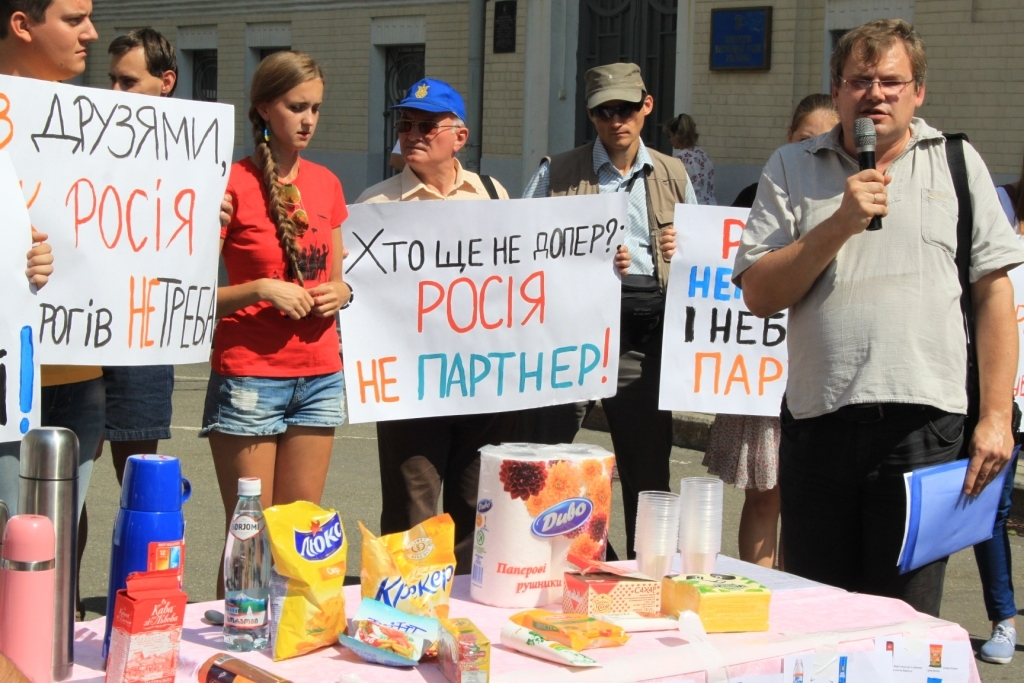
Akcja ruchu „Widsicz” pod Administracją Prezydenta Ukrainy z żądaniem odpowiedniej reakcji Ukrainy na handlową blokadę Rosji, 22 sierpnia 2013 roku

Jako przyczynę rozpoczęcia kampanii działacze podają wciągnięcie przez służbę celną Federacji Rosyjskiej 14 sierpnia 2013 roku na listę „ryzykownych” wszystkich importerów ukraińskich. Te działania doprowadziły do faktycznej blokady dostaw towarów z Ukrainy do Rosji, co spowodowało gigantyczne kolejki setek samochodów ciężarowych i wagonów kolejowych z ukraińskimi towarami w ukraińsko-rosyjskich punktach granicznych. Jednak działacze wskazują również, że na podjęcie tej decyzji miały wpływ poprzednie ekonomiczne wojny prowadzone przeciwko Ukrainie przez Rosję, w szczególności: mięsne, serowe, czekoladowe i inne.

## Bojkot

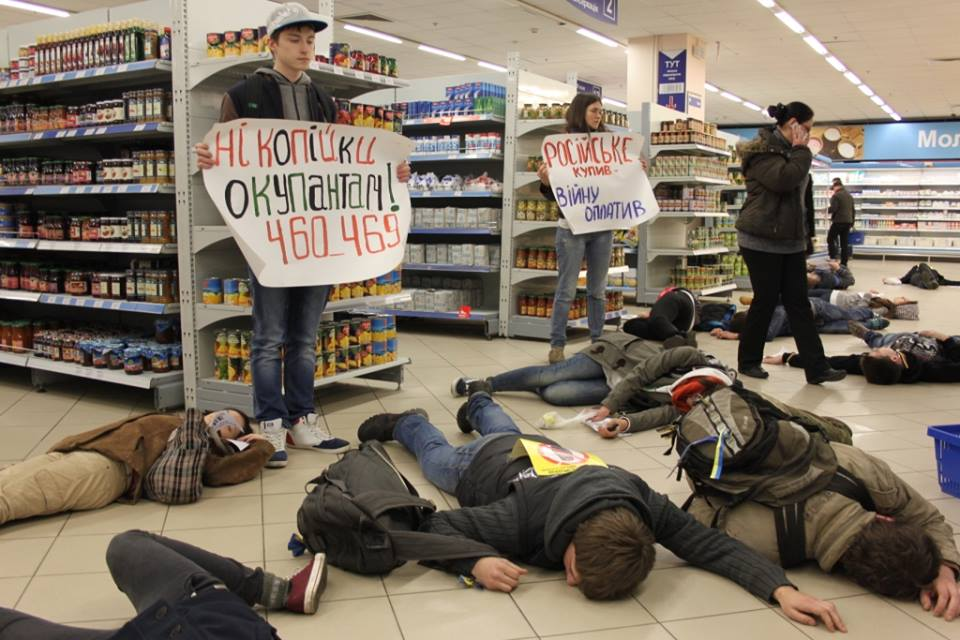
Flash mob „Rosyjskie zabija” w supermarkecie z apelem, by nie kupować rosyjskich towarów, Kijów, 15 marca 2014 roku

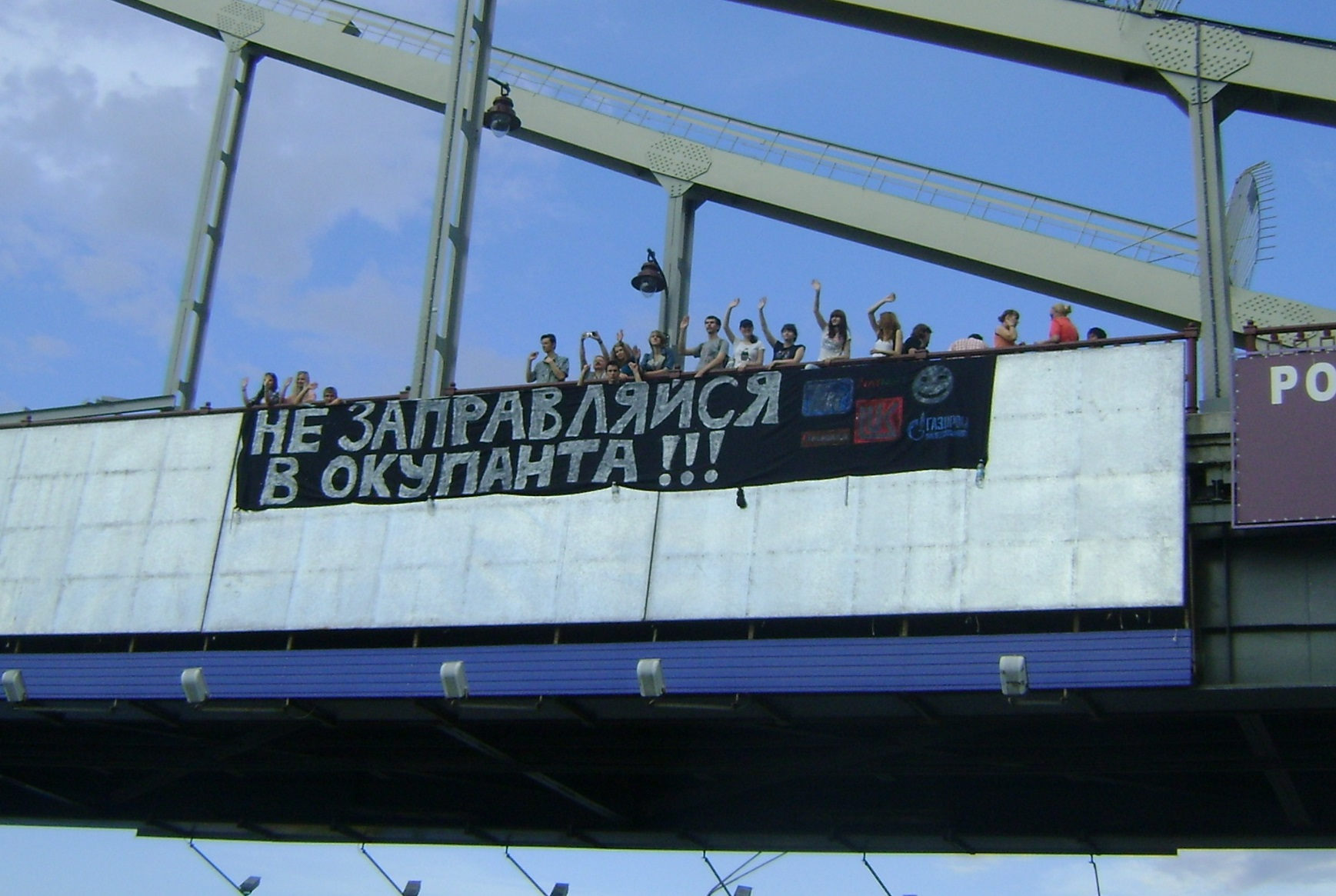
Baner „Nie tankuj u okupanta”, 29 maja 2014 roku

### Na Ukrainie
22 sierpnia 2013 roku aktywiści przeprowadzili akcję protestu przed Administracją Prezydenta Ukrainy, podczas której ogłosili początek kampanii bojkotu towarów rosyjskich. Następnie aktywiści rozpoczęli masowe rozdawanie ulotek, plakatów i naklejek na Ukrainie. Według stanu na listopad 2013 roku, rozpowszechnianie objęło ponad 45 miejscowości. Podczas Euromajdanu aktywnych działań w ramach kampanii nie było.
Od 2 marca 2014 roku aktywiści kampanii zapowiedzieli wznowienie bojkotu towarów rosyjskich. Na stronach, portalach społecznościowych, publikowano wiadomości, w których wzywano do tego, by nie finansować w ten sposób okupantów. Jako przyczynę rozpoczęcia działań aktywiści podali rozpoczęcie przez Rosję kryzysu krymskiego i rosyjską interwencję wojskową na Ukrainie.
Od marca 2014 roku działacze organizują i przeprowadzają flash moby w supermarketach z wezwaniem, by nie kupować rosyjskich towarów, a także akcje i flash moby z wezwaniami do bojkotu rosyjskich stacji paliw, banków, koncertów i in.
Latem 2014 roku aktywiści w Kijowie zaczęli organizować flash moby i akcje w rosyjskich restauracjach i kawiarniach.
Pod koniec sierpnia 2014 roku działacze rozpoczęli kampanię przeciwko rosyjskim filmom i serialom w ukraińskiej przestrzeni medialnej. Później przerodziła się ona w osobną kampanię pod nazwą „Bojkot kina rosyjskiego”.

### Rozpowszechnienie poza Ukrainą
Od marca 2014 roku bojkot rozprzestrzenił się na inne kraje, w szczególności na Białoruś, Litwę, Łotwę, Estonię, Polskę, Mołdawię, Gruzję, USA i Czechy.
W Polsce wezwania do bojkotu rosyjskich towarów pojawiły się po odnowieniu kampanii na Ukrainie w marcu 2014 roku. W sierpniu w polskim wydaniu „Polska Codziennie” ukazało się śledztwo, w którym autor ukazuje rosyjskie znaki towarowe w Polsce, które maskują swoje pochodzenie. „Niektóre pozycje w nim mogą wielu zaskoczyć. Rosjanie ukrywają pochodzenie swoich produktów, korzystając z angielskich nazw, ponadto są właścicielami znanych polskich marek” – czytamy w artykule.

## Wyniki
W kwietniu 2014 roku pojawiły się doniesienia o tym, że rosyjscy producenci przez stowarzyszenie GS1 zmieniają kody kreskowe z rosyjskich na kody kreskowe innych krajów. Ponadto ujawniono fakty nielegalnego maskowania rosyjskich towarów w niektórych ukraińskich supermarketach.
Jak stwierdził analityk w międzynarodowej firmie finansowej „Alpari” Aleksander Michailenko, import rosyjskich towarów na Ukrainę w styczniu i lutym 2014 roku zmniejszył się o 700-800 mln USD w porównaniu z analogicznym okresem w 2013 roku. Przyczyną tego zjawiska jest bojkot rosyjskich towarów na terenie Ukrainy.
26 marca 2014 roku okazało się, że w ciągu ostatnich dwóch tygodni sprzedaż rosyjskich towarów na Ukrainie spadła prawie o 40%. Potwierdzono to również w Europejskim biznes – stowarzyszeniu, zauważając, że rosyjscy producenci odczuwają skutki ekonomiczne bojkotu. W maju informowali o spadku sprzedaży towarów rosyjskich średnio o 35-50%.
Według stanu na połowę maja 2014 roku wiadomo, że ukraińskie supermarkety zaczęły masowo rezygnować z zakupów rosyjskich towarów, dostawy z Rosji spadły o jedną trzecią.
Zgodnie z badaniem internetowym „Taylor Nelson Sofres” (TNS) na Ukrainie, w marcu i kwietniu 2014 roku 52% Ukraińców pozytywnie, bądź raczej pozytywnie odnosi się do bojkotu towarów rosyjskich. Według badań, 39% respondentów uczestniczy w bojkocie.
Według badań, zgodnie ze stanem na czerwiec 2014 roku, Ukraina w szybkim tempie zmniejsza swoją handlową zależność od Rosji dzięki ożywieniu eksportu do państw Unii Europejskiej.
Według danych agencji S&P Global Ratings Ratings Services, do końca maja 2014 roku banki z udziałem kapitału rosyjskiego na Ukrainie straciły ponad 50% depozytów.

## Krytyka
W marcu 2014 ekonomista Andrij Nowak złożył oświadczenie o tym, że w ciągu marca bojkot rosyjskich towarów spowodował szkody w gospodarce Rosji nie większe niż na kilkadziesiąt milionów dolarów. Bardziej skutecznym uderzeniem w gospodarkę Rosji jego zdaniem: „byłby cios dla chorego – „Gazpromu”.
Ideę bojkotu poparła Fozzy Group (sieć supermarketów „Silpo” i „Fora”). Natomiast sieć hipermarketów „Auchan Ukraina” była jej przeciwna. Naczelnik wydziału komunikacji i zrównoważonego rozwoju „Auchan” Konstancja Borys złożyła oświadczenie, że nie będzie komentowała kwestii bojkotu towarów rosyjskich, ponieważ jej firma jest apolityczna. Sieć METRO Cash &Carry nie poparła bojkotu tłumacząc tę decyzję podobnymi argumentami.
Andrzej Dligacz, prezes grupy Advanter Group, wezwał nie do zakazywania rosyjskich, i kupowania ukraińskich towarów.
Ukraiński rosyjskojęzyczny bloger Daniel Wachowski oświadczył, że świadomie korzysta i będzie korzystać właśnie z rosyjskich serwisów internetowych, ponieważ w ten sposób wspiera „tworzenie korzystnych warunków dla przedsiębiorczości” w Rosji, i chociaż jest to „niepatriotyczne, ale wspierając przedsiębiorców rublem, dajemy możliwość rozwoju dla nowych projektów, które zmieniają świat na lepsze”. Przykładem takich nowych projektów bloger nazwał potężne i od dawna istniejące strony Qiwi, Ostrovok i program antywirusowy Kaspersky.